# 原川孫九郞
原川 孫九郞（はらがわ まごくろう、1847年〈旧暦弘化4年〉 - 1901年〈明治34年〉）は、日本の政治家、銀行家、歌人。雅号は寬岡。名の「郞」はJIS X 0208では「郎」と同一の区点が割り当てられていることから、原川 孫九郎（はらがわ まごくろう）と表記されることもある。
静岡県城東郡小貫村戸長、静岡県城東郡佐束村村長（初代）、株式会社佐束銀行専務取締役などを歴任した。

## 概要
遠江国出身の政治家である。小貫村においては戸長を務め、佐束村においては村長に選任されていた。佐束山への植林に尽力し、豊かな美林を育てた。また、銀行家としての一面も持っており、佐束銀行で取締役を務め、地域経済の振興に努めた。

## 来歴

### 生い立ち
1847年（旧暦弘化4年）に遠江国城東郡小貫村にて生まれた。原川久一郞の娘と結婚し、原川家の養嗣子となった。

### 政治家として
明治維新後、さまざまな変遷を経て小貫村は静岡県城東郡に属することになった。原川は小貫村の戸長に就任した。明治の大合併により小貫村は高瀬村、中方村と合併することになり、1889年（明治22年）に佐束村が設置された。それに伴い、初代村長に選任された。その後、原川の退任に伴い、尾澤平四郞が後任の村長に就任した。
また、佐束村にて1892年（明治25年）11月5日に佐束銀行が設立され、同年11月11日に開業した。佐束銀行においては取締役の一人に名を連ねており、専務にも就任した。1901年（明治34年）に死去した。

## 政策

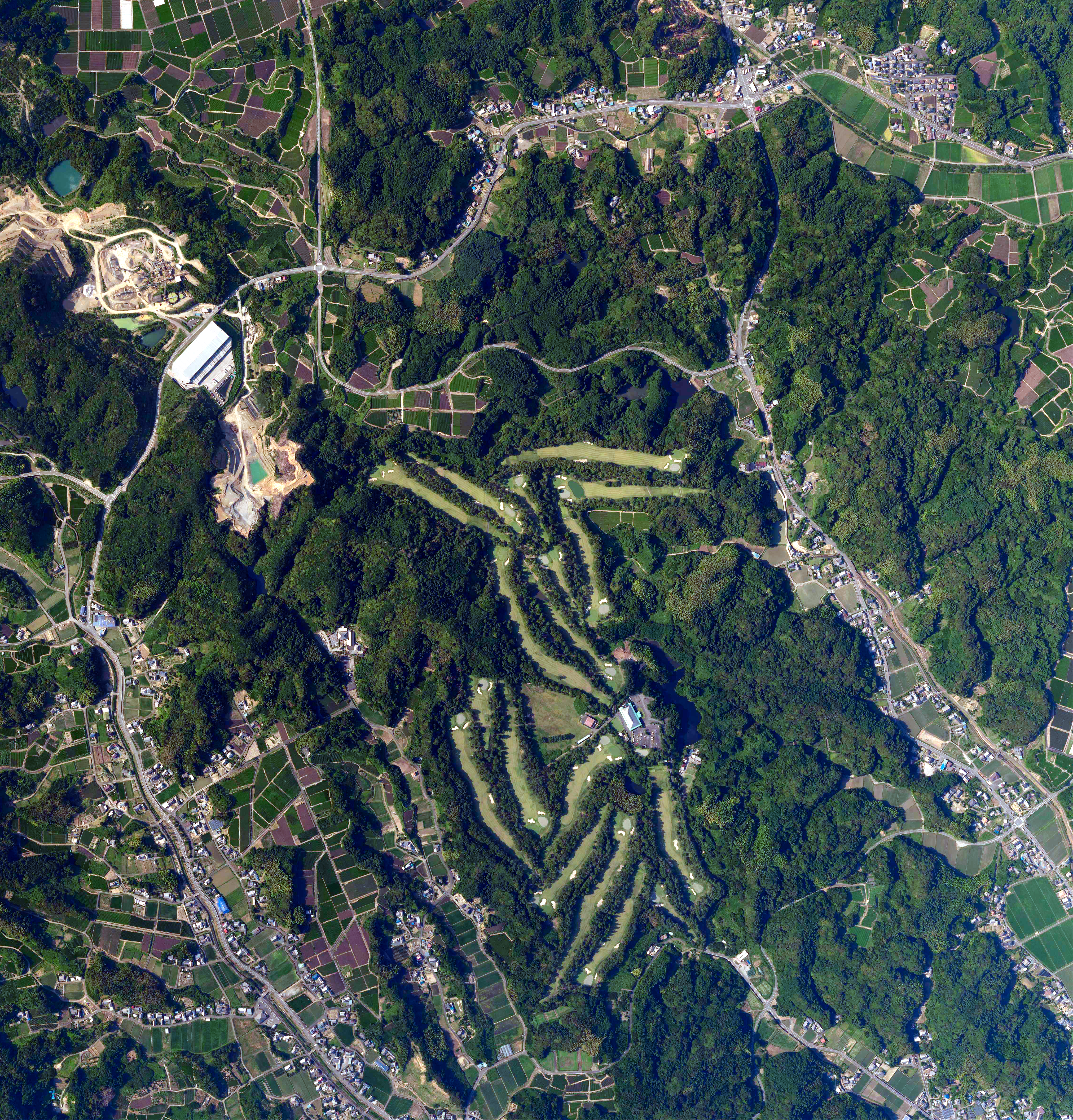
佐束山の航空写真（2020年6月16日撮影）

佐束山への植林
1888年（明治21年）より佐束山への植林を開始した。もともと佐束山は小貫村や高瀬村、中方村の草刈場であったことから、その山に突然植林を始めた原川に対する困惑が広がった。村民の中には「草刈場に木など植えて、原川は山をどうするつもりだ」と懐疑的な声も聞かれるようになった。一方、原川は「草刈場では山も宝のもち腐れ。村の将来を考えれば、建築材料として杉や桧を植林すべきだ」と説き、豊かで美しい林の広がる佐束山を育てた。

## 顕彰
その後の佐束村は合併を繰り返したのちに大東町となったが、原川の功績は大東町においても語り継がれている。大東町役場の公式ウェブサイトには町の偉人として赤堀四郎ら10名の業績が紹介されており、原川もその偉人の一人として掲載されていた。
静岡県掛川市の浮島堂の境内には歌碑が建立されており、歌人でもあった岳父の原川久一郞や長男の原川廣太郞とともに孫九郞の短歌も刻まれている。

## 略歴
- 1847年 - 遠江国城東郡小貫村にて誕生[1]。
- 1889年 - 佐束村村長。
- 1901年 - 死去[1]。

### 註釈
1. ↑  静岡県城東郡は、佐野郡と合併し、1896年に小笠郡が設置された。
2. ↑  静岡県城東郡小貫村は、高瀬村、中方村と合併し、1889年に佐束村が設置された。
3. ↑  静岡県小笠郡佐束村は、土方村と合併し、1955年に城東村が設置された。
4. ↑  静岡県小笠郡大東町は、掛川市、大須賀町と合併し、2005年に新制の掛川市が設置された。